# ブラックベリー (企業)
ブラックベリー・リミテッド（英: BlackBerry Limited）は、カナダの企業向けMobile Device Management（携帯端末管理ソフトウェア）および通信機器メーカー。旧社名はリサーチ・イン・モーション・リミテッド（Research In Motion Limited）。
モバイル・メール端末のBlackBerryで知られ、同端末の総加入者数は、2010年度の第1四半期に4,700万人を超えた。しかしスマートフォン市場での競争が激化する中、2012年第4四半期の同社の市場シェアは世界市場で3.4％、米国市場では2％にまで落ち込んだ。
2013年1月30日に、スマートフォンのブランド名に合わせて、会社としても今後は世界中でブラックベリー（BlackBerry）の名称を用いることを明らかにし、7月9日の株主総会決議により正式に変更された。

## 事業
主な事業は、企業向けMobile Device Management（携帯端末管理ソフトウェア）、及びそれに伴う独自のネットワークサービスの提供、また、車載システムなどに使われる組み込み向けソフトウェアプラットフォームQNXの提供である。ブラックベリー自体は携帯電話事業者ではないが、NTTドコモ（以下、ドコモ）等の世界各地の通信事業者の3G及びGSM（GPRS）のネットワークを直結し、企業向けソリューションとしてのBlackBerry Unified Endpoint Managementの販売やISPメール、POP・IMAPメールやWebメールのAndroid、iOS、Windows Mobileなど各種携帯端末へのプッシュ型電子メールを提供するサービスの提供を行っている。2010年4月、組み込み向けソフトウェアのQNX社を買収し、自動車の車載システム提供事業にも進出している。2013年には、Meta (企業)(当時の社名は Facebook)による買収の可能性を探っていた。
2015年9月に法人向けモバイル管理のグッド・テクノロジーを買収し、法人向けサービスを統合。2016年9月には端末の自社生産から撤退、同12月にAndroid端末の製造について中国TCLにBlackBerryブランドをライセンスすると発表、Android、iOS、Windows Mobile、Windows 10、macOSなど広範な携帯端末に対応する企業向け携帯端末管理ソリューションを提供している。
車載システム向け組み込みソフトウェアプラットフォームのQNX事業では、2015年1月にすでに車載情報システムをマイクロソフト製からパナソニック提供のQNXに変更していた米フォード・モーターと、2016年10月に提携を発表、2016年12月には自動運転車開発に1億カナダドルを投資すると発表した。
2022年、モバイルデバイスなどに関する全ての特許資産を、総額6億ドルで売却することを発表。主力となった自動車向けソフトウェア基盤や企業向けセキュリティに注力することとなった。

## 日本への参入
日本法人はブラックベリー・ジャパン株式会社（BlackBerry Japan Limited）。
ドコモを通じ、同社製のモバイル情報端末BlackBerry 8707h、BlackBerry Bold、BlackBerry Bold 9700、BlackBerry Curve 9300、BlackBerry Bold 9780や企業向けサーバであるBlackBerry Enterprise Serverの販売を行っていた。ドコモは2014年5月からグッド・テクノロジーの販売代理店にもなっていたため、ブラックベリーによるグッド・テクノロジー買収後も両社製品が統合された企業向けサーバ製品の販売を継続している。
2016年12月現在、ドコモ以外の企業向けサーバ製品の販売代理店には、新明和ソフトテクノロジ（新明和工業のグループ会社）、菱洋エレクトロ（三菱電機の関連上場会社）、株式会社チェンジ等がある。
また日本で独自の仕様としてはドコモのキャリアメールであるiモードメールに対応させるべく、当初はiモード.netを利用し、2010年には（spモードメール）に対応させ、iモード絵文字なども利用可能となっていたが、その後、同社の企業向けサーバはAndroid、iOS、Windows Mobile、Windows 10、macOS等のOSを搭載した携帯端末に対応する汎用製品となり、BlackBerry端末独自の仕様や、日本独自の仕様は無くなっている。

### 歴史
- 2001年5月 日本法人リサーチ・イン・モーション・ジャパン株式会社を設立
- 2006年9月26日から企業向けシステム“BlackBerry Enterprise Server”を利用するための“BlackBerry Enterprise Service”提供を開始。
- 2008年8月1日より、主に通常のPOPメールIMAPメール、Webメールが簡易にBlackBerry端末で送受信ができるBlackBerry Internet Serviceを開始[17]。
- 2008年9月29日 NTTドコモとBlackBerry Boldの発売に合意[18]
- 2009年2月20日 BlackBerry Boldを日本で発売開始
- 2009年4月1日 - BlackBerry用アプリ販売 / 配布サイト「BlackBerry App World」をオープン
- 2009年6月 - BlackBerry tourを発売
- 2009年11月 - BlackBerry Bold 限定ホワイトバージョンを発表[19]
- 2010年6月 - 日本でもBlackBerry app Worldの展開を開始[20]。
- 2010年7月30日 - ドコモ スマートフォン BlackBerry Bold 9700をNTTドコモより発売開始[21][22]
- 2010年8月 - BlackBerry Enterprise Server Expressの提供を開始[23]
- 2010年8月 - BlackBerry App World v2.0がリリース開始。日本でもApp Worldの有料のアプリケーションがクレジットカードで利用可能となる。[24]
- 2010年12月 - ドコモ スマートフォン BlackBerry Curve 9300発売開始。あわせてBlackBerryでのspモードメール (@docomo.ne.jp) やWebフィルタリングが対応。[25]
- 2011年4月 - BlackBerry BoldのOS5.0へのバージョンアップ
- 2011年5月16日 - ドコモ スマートフォン BlackBerry Bold 9780の発売を発表
- 2011年6月29日 - BlackBerry Bold 9780発売開始 [26]
- 2011年10月18日 - docomo NEXT series BlackBerry Bold 9900の発売をNTTドコモより発表
- 2012年3月30日 - BlackBerry Bold 9900発売開始[27]
- 2013年2月8日 - 一部の報道機関で日本市場には新機種を投入する予定がないことが報じられ、ブラックベリーはこのことを認めた[28]。
- 2014年5月20日 - ドコモが法人向けモバイル管理大手グッド・テクノロジーの販売代理店となることを発表[13]。
- 2015年9月4日 - グッド・テクノロジー社の買収合意を発表[29]。結果的にドコモはBlackBerryブランドとしてグッド・テクノロジー社のモバイル管理ソリューションを販売継続[30]。
- 2016年3月29日 - 日本でAndroidをOSとする携帯端末BlackBerry PrivをU-mobileから販売開始[31]。
- 2016年7月27日 - 日本で法人向けソフトウェア事業の再開を発表[32]。
- 2016年9月28日 - BlackBerry端末の自社生産を正式に打ち切り発表[33]
- 2016年12月8日 - BlackBerry Enterprise Serverと旧グッド・テクノロジー社の製品を統合し、BlackBerry Unified Endpoint Management (BlackBerry UEM) として提供開始[34]。
- 2016年12月15日 - AndroidをOSとする端末製造につき、中国TCLにブランドをライセンスする長期契約を締結したことを発表[35][36]。

## 製品
型番8000番台以降の機種は以下のとおり。
| 機種       | 型番                                                  | 特徴                                                                                  |
| ---------- | ----------------------------------------------------- | ------------------------------------------------------------------------------------- |
| Pearl      | 8100 - 8110 - 8120 - 8130                             | SUREキーボード                                                                        |
| Pearl Flip | 8220 - 8230                                           | 2つ折タイプ（SUREキーボード）                                                         |
| 88XX       | 8800 - 8820 - 8830                                    |                                                                                       |
| 87XX       | 8700c - 8700r - 8700f 8703e 8707g - 8707h - 8707v     |                                                                                       |
| Curve      | 8300 - 8310 - 8320 - 8330 - 8350 - 8900 - 8520 - 9300 | 2G版スタンダードモデル                                                                |
| Curve 3G   | 9300 - 9330                                           | 3G版エントリーモデル                                                                  |
| Bold       | 9000 - 9650 - 9700 - 9780 - 9900/9930                 | RIMフラッグシップモデル                                                               |
| Storm      | 9500 - 9510 - 9520 - 9530 - 9550                      | タッチパネルモデル                                                                    |
| Tour       | 9630                                                  | 3G版スタンダードモデル                                                                |
| Style      | 9670                                                  | 折りたたみ+QWERTYキーボード搭載端末                                                   |
| Torch      | 9800 - 9810 - 9850/9860                               | タッチパネルと縦スライドキーボードを組み合わせたタイプ。9850/9860はタッチパネルモデル |
| PlayBook   | BlackBerry PlayBook                                   | 7インチ画面を搭載した、タブレットPC型 BlackBerry端末                                  |

新OSであるBlackBerry 10を搭載している機種は以下のとおり。
| 機種     | 型番                | 特徴                                                            |
| -------- | ------------------- | --------------------------------------------------------------- |
| Z10      | BlackBerry Z10      | マルチタッチジェスチャーを採用したタッチパネル型スマートフォン  |
| Q10      | BlackBerry Q10      | QWERTYキーボード搭載端末                                        |
| Leap     | BlackBerry Leap     | QWERTYキーボードの無い端末                                      |
| Classic  | BlackBerry Classic  | 3.5インチタッチディスプレイを持つQWERTYキーボード搭載端末       |
| Passport | BlackBerry Passport | 4.5インチ正方形タッチディスプレイを持つQWERTYキーボード搭載端末 |

Androidを搭載している機種は以下のとおり。
| 機種    | 型番               | 特徴                                                                        |
| ------- | ------------------ | --------------------------------------------------------------------------- |
| Priv    | BlackBerry Priv    | 5.4インチタッチディスプレイを持つQWERTYキーボード搭載端末                   |
| DTEK50  | BlackBerry DTEK50  | 5.2インチタッチディスプレイを持つQWERTYキーボードの無い端末                 |
| DTEK60  | BlackBerry DTEK60  | 5.5インチタッチディスプレイを持つQWERTYキーボードの無い端末                 |
| KEYone  | BlackBerry KEYone  | 4.5インチタッチディスプレイを持つQWERTYキーボード搭載端末                   |
| KEY2    | BlackBerry KEY2    | 4.5インチタッチディスプレイを持つQWERTYキーボード搭載端末                   |
| KEY2 LE | BlackBerry KEY2 LE | 4.5インチタッチディスプレイを持つQWERTYキーボード搭載端末、エントリーモデル |